# After the Ball Was Over
After the Ball Was Over es un cortometraje mudo de 1914 dirigido por W.P. Kellino.

## Trama
Un bailarín vestido de Mefistófeles aterroriza a un criminal.

## Producción
La película fue producida por EcKo.

## Distribución
Distribuido por Universal Pictures, la película - un cortometraje de 184,4 minutos - salió en las salas cinematográficas británicas en marzo de 1914.
- Datos: Q18604444